# Ваидеј (Хунедоара)
Ваидеј (рум. Vaidei) насеље је у Румунији у округу Хунедоара у општини Ромос. Oпштина се налази на надморској висини од 253 m.

## Становништво
Према подацима из 2002. године у насељу је живело 681 становника, од којих су сви румунске националности.